# El retrat femení (Francesc Miralles i Galaup)

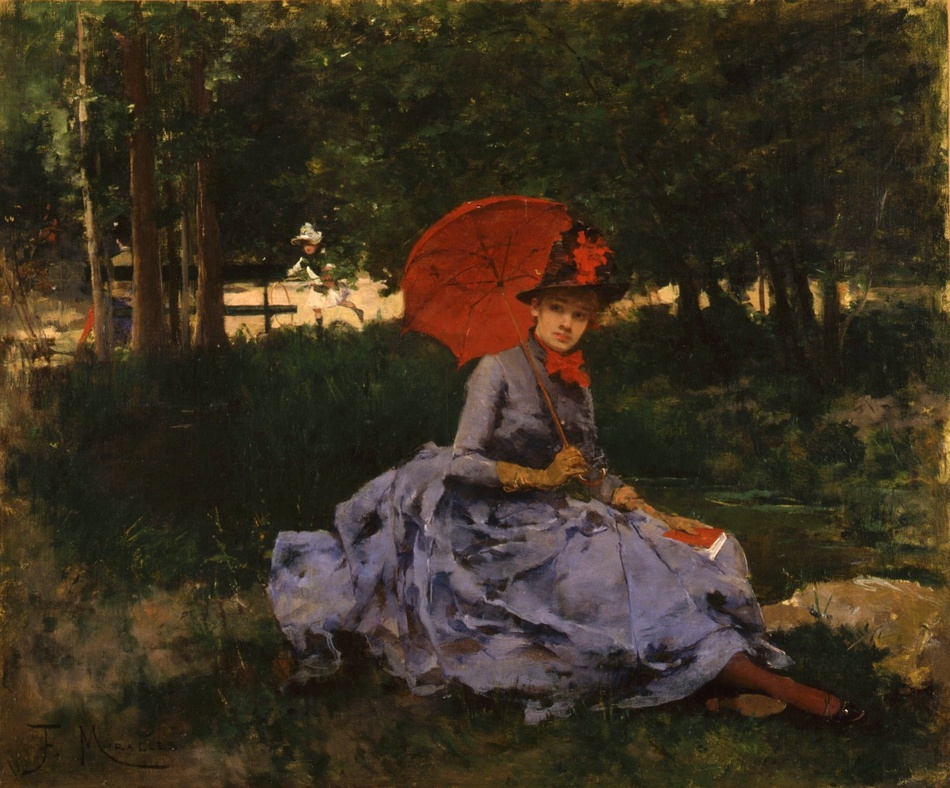
El para-sol vermell (1880)

El retrat femení va ser un gènere molt cultivat dins de l'obra pictòrica de Francesc Miralles i Galaup (València, 1848 – Barcelona, 1901), que va dedicar especial atenció a aquest gènere pictòric idealitzant la bellesa i l'elegància de les dones que vivien a la seva època. Dins de la seva producció trobem innumerables retrats on plasma tot un seguit de dones -més d'un centenar- de totes les edats -nenes, joves, dones adultes, ancianes-, i de qualsevol classe social o ofici –des de camperoles, grangeres i pescadores, passant per models i pintores famoses de l'època, fins a dones burgeses i dames i de l'alta societat de París-. Aquests retrats en els quals Miralles representava tant personatges femenins coneguts com era la seva pròpia família, com desconeguts i seguint el tipus de pla, són majoritàriament retrats en forma de bust (perfil o de front), retrats de pla sencer, retrats de pla mitjà, o bé són de tres quarts. Si bé a l'obra de Francesc Miralles trobem una gran versatilitat dels temes tractats com el costumisme o el gènere paisatgístic, és en el retrat on es revela com el vertader mestre, i és sobretot, en el retrat femení on trobem la seva obra pòstuma. En aquests retrats l'ús de la pinzellada minuciosa i descriptiva, així com la predilecció per una paleta de tons pastels, la versatilitat dels temes tractats i el protagonisme de la figura femenina que té en les seves composicions, converteixen l'obra de Miralles en una de les més representatives del grup de pintors del segle xix residents a París, i al mateix temps en la més imitada i influent. Per tant, la pintura d'aquest magnífic pintor valencià té com a principal denominador comú la figura femenina sent l'ideal de la dona la seva protagonista, alguna de les quals van arribar a ser cèlebres models.

## El retrat femení al llarg de la Història de l'Art
El tema del retrat femení des dels inicis de la pintura ha sigut un gènere molt cultivat pels diferents pintors al llarg de la Història de l'art: Les arrels del retrat femení es troben probablement en els temps prehistòrics, encara que no es conserven o han sobreviscut molts vestigis d'aquell moment. Molts segles després, ja en l'art de les antigues civilitzacions del Creixent Fèrtil, especialment a Egipte, trobem la presència de les primeres representacions femenines en forma de deesses. Entre els retrats més antics de gent particular, és a dir, que no fossin ni reis ni emperadors, es conserven els retrats funeraris romano-egipcis d'una dona a la Governació d'el Faium (Egipte). En l'edat mitjana la representació pictòrica de la figura de la dona, de la dona pura, és a dir, La Verge Maria la trobarem en els retaules, voltes, murs...de les esglésies. Més tard en els segles xiv i xv els retrats femenins van assumir un paper important en la societat renaixentista i eren valorats com a objectes i com a representació de l'estatus i de l'èxit terrenal, un dels exemples més representatius va ser la Gioconda pintada entre els anys 1503 i el 1506-1507 per Leonardo da Vinci o el tema de les madonnes, que va ser molt emprat per aquest i altres pintors del mateix període. Ja al Barroc i al Rococó, és a dir, als segles XVII i XVIII, els retrats pictòrics centrats en la plasmació figura de la dona van adquirir encara major importància com a documentació de l'estatus i posició, alguns exemples més significatius d'aquests segles són els retrats que va pintar a la Infanta Margarida el 1653 i 1659, Diego Velázquez al Barroc, i Jean-Honoré Fragonard amb El gronxador (1767) al Rococó. Més tard, al segle xix durant el romanticisme el pintor Francisco de Goya y Lucientes va pintar alguna de les imatges de dones més buscades i provocatives de l'època com La maja nua (1790-1800) i La maja vestida (1802-1805).
En aquest segle xix, i concretament en els anys 30, trobem altres grans pintors com Raimundo de Madrazo (1841- 1920) que van cultivar aquest gènere pictòric, plasmant minuciosament en les seves obres excel·lents retrats femenins, com són els retrats que li va realitzar a la model reconeguda internacionalment, Aline Mason. Paral·lelament a Miralles i Madrazo en aquests anys, altres pintors com Francesc Masriera i Manovens (1842-1902) també pintarà múltiples retrats que es caracteritzen pel realisme que atorga als rostres i la seva elegància, encara que pel que fa a la temàtica de la dona, omnipresent quasi en tota la producció pictòrica de l'artista, cal remarcar el tractament acadèmic que en fa del cos, en les carnacions i les postures, en quadres de caràcter orientalista com les Odalisques i Salomé (1888)o la Fatigada (1894). Un altre cas molt proper a l'obra de Miralles, és el cas de Romà Ribera i Cirera (1848-1953), pintor català que tot i ser aclamat com a pintor de gènere, tenia una certa predilecció pels retrats de dones en balls i carnavals. La seva pintura té una temàtica semblant a la del seu contemporani, tot i que, Miralles el va sobrepassar en qualitat pictòrica. Altres pintors d'aquest mateix segle que també cultivaran aquest gènere del retrat femení a partir de la segona meitat del xix, serà Josep Llovera (1846-1896) que va pintar algunes figures femenines elegants i convencionals; Antoni Caba i Casamitjana (1838-1907), que va pintar retrats per a la burgesia catalana i barcelonina com és per exemple el Retrat de Maria Moret d'Oliveras (c. 1876), o el mateix Marià Fortuny i Marsal (1838-1874), que va pintar nombrosos retrats femenins amb una tècnica precisa i virtuosa com es L'Odalisca (1861) o els retrats que va fer a la seva esposa Cecilia, i la seva cunyada Isabel de Madrazo. Fora de les nostres fronteres, i dins d'aquestes cinc últimes dècades del s. XIX, pintors de renom com Auguste Toulouche (1829-1890), Carolus Durand (1837-1917), Georges Clairin (1843-1919), Eugène Boudin (1824-1898). A Eugène Boudin se li ha de considerar el precursor de l'impressionisme. i inclòs Edgar Degas (1834-1917) van plasmar de forma esplèndida en la seva obra aquest tema de la figura de la dona.
Per tractar el gènere del retrat femení dins de l'obra de Francesc Miralles, aquest s'ha de classificar per etapes i dins d'aquestes s'ha d'establir un altre subdivisó segons la tipologia de dona representada, que és la següent:

## El retrat femení de Miralles entre els anys 1862-1863 i 1865-1866

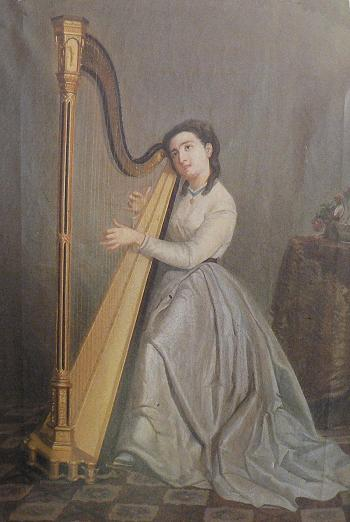
Mariquita Miralles i Galaup (c. 1863)

Dins del període comprés entre els anys 1862-1863 i els anys 1865-1866, és a dir, el període corresponen a la instal·lació de Francesc Miralles al taller de Ramon Martí i Alsina on va rebre les seves primeres lliçons, fins a la seva marxa a París al voltant dels anys 1865-1866, Miralles que aleshores era un adolescent, va realitzar tot un seguit de retrats femenins -majoritàriament nenes-, dins dels quals cal destacar el retrat que li va fer a la filla del general Domingo Dulce de Garay, capità general de Catalunya que va ser famós per la seva intervenció en la guerra carlista i per la seva actuació com a governador de Cuba, Luisita Dulce. Luisita Dulce (c. 1862-63), es creu que és el primer quadre que va pintar Miralles, una obra on mostra aquest costum de l'època de vestir a les nenes com mujercitas [sic], i on trobem una acusada desproporció de les formes, a causa de les deficiències tècniques del llavors incipient pintor. Sobre la figura de Luisita Dulce existeix la tradició familiar que aquesta nena va ser des de la infantesa el gran amor de Miralles.
Dins de la seva estada al taller de Ramón Marti i Alsina, Miralles però no només va fer retrats de nens, sinó que va realitzar tot un seguit de retrats als diferents membres de la seva família: Mariquita Miralles i Galaup, la seva germana; Asunción de Ferrer i Galaup, tia materna de Miralles; Dolores Galaup i Moly, la mare d'aquesta tia materna; Maria Feliciana Moly i Rosés, la seva àvia materna, entre d'altres... Aquests retrats familiars que majoritàriament tenien forma de tondo amb unes mesures molt semblants, i eren de mig cos ens revelen el ràpid i sòlid aprenentatge que el pintor valencià va realitzar juntament amb el seu mestre. Dins d'aquests esplèndids retrats pertanyents a la primera etapa de Miralles, cal fer principalment esment de dos: el primer porta per títol Mariquita Miralles i Galaup (c. 1863), i el segon s'anomena, Asunción de Ferrer i Galaup (c. 1864). A la primera obra, Miralles retrata la seva germana -la que li seguia en edat dels deu fills que van tindre els seus progenitors- tocant l'arpa, com també l'havia representada anteriorment un dels seus germans majors, i el mateix Ramon Martí i Alsina. L'interès d'aquesta obra rau en el fet, que la personalitat de l'artista queda completament oculta entre els plecs de l'ampul·losa faldilla de la dama retratada, uns plecs executats amb un minuciós detall que oprimeix tota espontaneïtat, fins a la seva obra pòstuma posterior, en la qual va demostrar un domini complet de la tècnica i una factura independent i personal. Pel que fa a la segona, l'interès en aquesta obra rau en el fet que va ser pintada quan el jove pintor només tenia 16 anys.
Tot i que en aquestes obres més juvenils, les quals no va firmar, no ens mostren l'autèntic Miralles, es pot veure com tot i així en aquell moment al pintor ja trobem aquest gust per l'ofici, aquest plaer de la pinzellada, aquesta voluptuositat en col·locar la pasta i modelar i matisar amb ella que hi veurem més endavant, i amb una precisió i una limpidesa que poquíssimes vegades han superat els pintors d'aquí.

## El retrat femení de Miralles entre els anys 1865-1866 i 1893

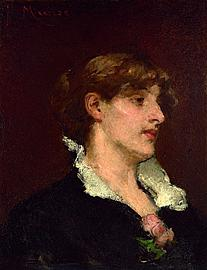
Carmen Miralles (1879)

Després d'haver-se format de forma ràpida i profitosament al taller de Ramon Martí i Alsina, Francesc Miralles i Galaup, va traslladar-se a la ciutat de París on seguirà cultivant i perfeccionant el retrat femení, retratant tota mena de dones indiferentment de la seva edat, la seva classe social o posició econòmica, el seu ofici, o fins i tot, la seva procedència o ètnia com veiem en un bust de perfil que va pintar l'any 1875 a París, d'una dona àrab: La jove marroquina. Per tant, a París pintarà tot un ventall de dones que van des d'humils pescadores, passant per models i pintores famoses de l'època, fins a senyores burgeses i dames de l'alta societat parisenca.
Un dels primers retrats femenins que va realitzar Miralles a la capital francesa, és el retrat que li va fer a una de les filles del seu mestre Martí i Alsina, Carlota l'any 1874: Retrat de damisel·la (1872). En aquest quadre de petites dimensions, en què Miralles representa una jove asseguda en un silló típic de l'època amb una innegable gran qualitat pictòrica, demostra que no necessitava buscar colorit ni finor per produir quadres atractius, és a dir, en aquesta obra veiem com Miralles comença a prescindir voluntàriament d'aquest efecte colorista, buscant una il·luminació zenital, que projecta suaus ombres en les faccions.
En aquesta època l'artista a la «ciutat de la llum» va produir precioses obres retratístiques de les que són interessants destacar, les que va realitzar a la seva germana Carmen Miralles d'Andreu, dona d'una bellesa extraordinària, que li va servir de model i li va inspirar en la realització de molts dels seus quadres en aquesta mateixa etapa, com és el cas per exemple del quadre titulat: Carmen (1876). En aquesta obra pictòrica Miralles representa el bust de la seva jove germana –tan sols tenia 13 anys- amb vestit groc, i sobre ell mantellina blanca d'encaix presa en l'espatlla dreta i en el cabell amb sengles llaços vermells. Aquesta és una obra sorprenent per l'espiritualitat que emana del llenç, la delicadesa de la seva desembolicada factura, la brillantor, l'harmonia i la diafanitat del colorit, una obra en la que la matèria i la pinzellada conserven la densitat i el vigor dels anys anteriors, però en transició ja cap a la suavitat de dicció que caracteritzava a la majoria de les obres de les etapes següents de Miralles. Tres anys més tard, també va realitzar-li un altre retrat, Carmen Miralles (1879), quan ja tenia setze anys, és a dir, quatre anys abans que contreies matrimoni amb el Dr. Salvador Andreu i Grau, qui va saber amb una abundant fortuna impulsar algunes empreses que molt van contribuir al desenvolupament i embelliment de la ciutat de Barcelona. Aquí Miralles ens mostra a Carmen com una dona de perfil cap a la seva dreta, gairebé de mig cos i elegantment vestida, i estrenyent-se contra el pit amb una de les seves mans, una rosa. De nou aquí trobem el viu colorit que recau en una flor i en els llavis de la dona, així com els foscos cabells que destaquen sobre la suau entonació general.
Altre element primerenc a l'obra pictòrica de Frances Miralles durant la seva estada a França, és la realització del seu únic retrat nu que es coneix, i que va pintar l'any 1876 amb el títol: Nu femení (c. 1876). Segons el vescomte Güell, va posar per a aquesta tauleta de factura esbossada la seva model predilecte, mademoiselle Gabrielle Mlle Grabielle -no s'ha de confondre amb la cèlebre Grabrielle, model de Renoir, Madame Conrad Eslade- era una dona bellíssima que Miralles va retratar més d'una vegada al seu llenç. La model de Miralles no era tan reconeguda, però sí prou perquè la família del pintor intervingués perquè prescindís dels seus serveis com tal, figurant Josefina Julià Vilar no només com a deixeble sinó també com a model pròpia de Miralles. Aquesta jove que li organitzava les reunions i tertúlies que se celebraven a l'estudi d'aquest segurament va ser el seu primer gran amor.
Aquest tema de la representació pictòrica de la figura femenina de Gabrielle, ens porta al retrat femení per excel·lència de Francesc Miralles, el retrat de les anomenades models: En aquella època una pintura basada en personatges femenins precisava la presència de models amb característiques precises: El tema de les models femenines ha sigut motiu de recents escrits i d'innumerables treballs en tots els temps. En el segle xix tant a París com a Roma, les models tenien la seva pròpia organització i els artistes que els coneixien guardaven gelosament els detalls que a ells es referien. S'han de distingir en la segona meitat del segle i en París dos tipus de models: les professionals i les no professionals. Entre les primeres va ser molt important el grup italià que a partir de l'any 1850 es van establir en colònies a prop dels estudis dels pintors en la Rue des Boulangers, i el Mercat de Place de Pigalle, calculant-se que existien a finals de segle unes cinc-centes models. Cap a l'any 1885 va ser famosa l'agència Socci, fundada, per un antic professional d'aquesta activitat, en el Boulevard Clichy on es podia aconseguir un personatge per posar. Per llavors les models femenines tenien un preu superior al dels homes, ja que, mentre per una dona es pagava 10 francs per sessió mentre que als homes se'ls hi pagava 5 francs. No obstant les models italianes -Miralles va representar alguna com veiem a Napolitana- pel seu major número van arribar a cobrar tan sols la mateixa quantitat que els seus homòlegs masculins.

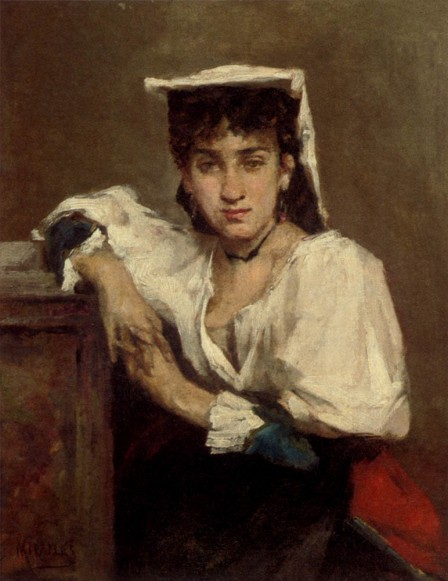
Napolitana (entre 1865-1866 i 1893)

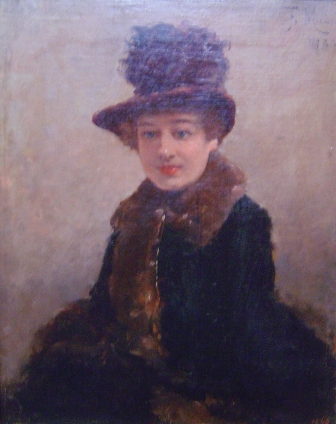
Retrat de dona (1883)

En general les models femenines només treballaven per a un sol pintor, i només quan, per diverses causes, trencaven l'amistat amb aquest, anaven a posar per a un altre artista. Algunes fèmines tan sols es van comportar com a models i altres com a amants, i arribà a ser habitual que un pintor contragués matrimoni amb la seva model, com li va succeir al cèlebre paisatgista Martín Rico amb Louise Priet. També existien classes socials dins d'aquesta professió, perquè es va posar de moda que personatges de l'aristocràcia posaran com així, ho van fer per a Gustave Courbet i Marià Fortuny i Marsal, la Duquessa Castiglione-Colonna. Adelaida d'Afry (1836-1879): Escultura i escriptora que va utilitzar el pseudònim de "Marcello". Va ser amiga personal de Fortuny i Raimundo de Madrazo així com d'Edgar Degas, Berthe Morisot, entre d'altres. Altres exemples són la Comtessa de Greffulhe que va servir de model a Antoni de la Gandara (1862-1917) i Raimundo de Madrazo, o la Comtessa de la Musela que va ser retratada per aquest últim, i també per Giovanni Boldini (1842-1931). Això no obstant, l'habitual era que les models pertanyessin a un nivell social inferior. A vegades, alguna es va fer cèlebre pintant les seves pròpies obres com per exemple Victorine Louise Meurent internacionalment coneguda com l'Olympia (Manet), figuren obres seves en els salons de París a partir de l'any 1876.
Miralles, tot i que durant diversos anys quasi la seva única model que va tenir va ser Gabrielle, se sap que va tenir d'altres encara que no es coneixen els seus noms. Entre els retrats que va realitzar-li a la seva model preferida cal destacar el que va pintar l'any 1876: Mlle. Gabrielle N Aquí trobem representada una figura de mig cos, amb vestit ras granat i capota de la mateixa tela, les bandes del qual es nuen sota la barbeta, en el costat esquerre. Els reflexos verdosos del'echarpe [sic] entonen amb el color dels ulls i el de la pedra d'un dels anells que porta a la mà amb la qual subjecta un mocador blanc. A part de les obres que es conserven sota el títol del nom d'aquesta elegant dona de l'època, existeixen algunes altres que també cal destacar, on Gabrielle possiblement va posar per a la realització d'aquests, com són per exemple la sèrie del Chal Listado i el Chal Blanc datats l'any 1875, el retrat de front titulatMuchacha en aquest mateix any, i els retrats de perfil El barret negre (1876) i Pensativa (1876). Altre esplèndid retrat que va pintar l'artista dels Països Catalans en aquests anys, i en el que cal aturar-se pel fet de representar una dona de més alt rang que aquestes dones de l'alta societat parisenca, és el retrat de la Baronessa Blanquet, que està l'altura d'alguns dels grans retrats del segle xix, i que tanta fama han adquirit, com els de Carolus Durand, Boldini i de La Gàndara.
Miralles a la capital francesa va instal·lar el seu estudi al Boulevard Clichy, que amb el temps es va convertir en un centre de reunió de famosos pintors, músics i actors. En el seu estudi Miralles va exercir d'amfitrió al costat d'altres celebritats que es van congregar allà com Enric Granados i Campiña, Pagans, Ravel, Sarah Bernhardt i Cocqueline Ainé, personatges tots ells que l'artista retratà en les seves composicions. Miralles es farà amb una nombrosa clientela de l'alta societat i viurà holgadament de la seva pintura, una pintura que es venia molt se sap que moltes tenien un comprador, abans d'haver sigut finalitzades-, i on plasmava fonamentalment les estones d'esbarjo d'aquesta societat: en les carreres, en la platja, en un berenar campestre, a la sortida de l'òpera, etc. Aquests retrats de l'època on mostrava les exquisitats i frivolitats d'aquella societat elegant tenien com a principal destinació tant col·leccions i com compradors radicats en el mateix París, com era la colònia argentina a la capital francesa -per encàrrec d'aquesta colònia argentina a París, mereixen destacar-se els retrats que va realitzar a les germanes Mandeville, bellíssimes noies, que van portar els noms de senyora de Flórez i senyora de Castellanos, aquesta última amb posterioritat va ser Comtessa de Sant Félix- com tants compradors d'altres països.
Entre els preciosos, atractius i distingits retrats femenins que va fer Miralles a Prís on mostrava gracioses siluetes de dones vestides amb enormes faldes, barrets, guants...i envoltades en setins (sic) i moarés (sic), plomes i blondes, pells i encaixos que embolicaven aquelles carns de color rosa, destaquen una sèrie de retrats de dames i senyores d'aquesta alta societat parisenca com són per exemple Adela Morera de Torrella (1878) on veiem un rostre d'acusades faccions; Colombine (1879), on apareix representada una dama jove vestida de colombine per anar a un ball de disfresses; Bust Femení(1879), pintura que té afinitats amb altres obres on es representa a Gabrielle; Dues dames conversant en una terrassa (1881); El Canotier (1888), quadre en el qual Miralles representa una figura femenina amb un rostre molt acurat i tocada per un canotier, i en la qual estableix una jerarquia de valors expressius molt característics en la seva obra d'aquell moment; Dama jove en un prat (1883), pintura de factura molt delicada molt propera a Monet, on plasma una senyora jove de peu protegint-se sota un parasol; o Dama en la platja (c.1835-85), oli sobre llenç en el qual davant un fons de platja i celatge nuvolat, col·loca una dama asseguda amb el cos de perfil cap a la seva dreta i el rostre lleugerament tornat cap a l'espectador, vestida amb barret blau de tul, adornat amb una flor de tela vermella, i cosset morat obscurs, i una falda amb adorns. Aquesta última obra, forma part d'un tipus de retrat femení que es pot reconèixer en altres obres del pintor anys abans, aquest tema de la platja és un dels temes predilectes del qual va arribar a fer quasi un gènere propi veiem per exemple el retrat pictòric titulat La pescadora (1880), on trobem el mateix tractament del fons de la platja, En la platja (1881) o Junt al mar (1882).

Però sens dubte l'obra cèlebre de Miralles, l'obra que aplega tot aquest conjunt d'elements i trets característics propis de la vestimenta típica de la senyora d'alt estament a la societat de París, és [[Retrat de dona (Francesc Miralles)|Retrat de dona]] (1883). Aquesta obra pictòrica firmada de Miralles que es troba conservada actualment a la Biblioteca-Museu Victor Balaguer, és un dels quadres més destacats, i alhora un dels més característics de l'època parisenca de l'autor. Aquest és un retrat perfecte, sobri de detalls que representa una senyora jove desconeguda d'ulls blaus, tocada amb un airós barret de color carmí i copet de ploma i vestida amb un jaquetó negre amb el coll de pell, i amb les mans enfundades en un maniguet. Pictòricament destaca la factura molt cuidada, la llum lateral que acusa les faccions, i el fons matisat, d'ocre verdós amb pinzellades de color rosa. En definitiva, aquesta és una composició sòbria de detalls, en la que trobem aquest quelcom de bon pintor, en el color i la pinzellada, que li fa magnificar el gènere, donant-li serietat i aconseguint ressaltar la psicologia del model, és una pintura sobre tela va ingressar el 1956, formant part de l'anomenat "Llegat 1956"; un conjunt d'obres provinents de la col·lecció Lluís Plandiura- Victòria González.

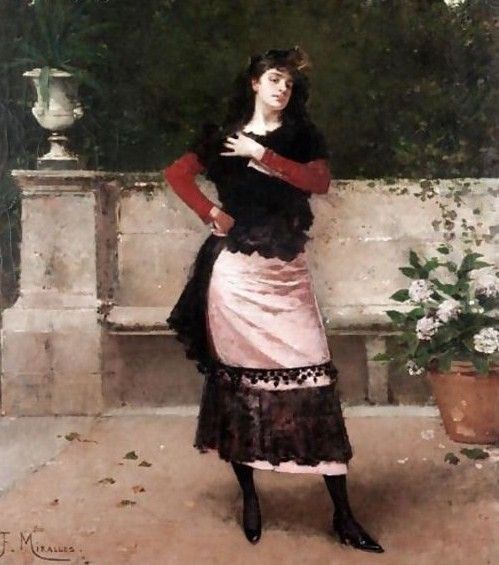
Manola (c. 1878)

Altre obra a destacar dins d'aquest període, i es diferencia de la resta en el fet que aquí l'artista situa la figura de la dona en un interior és una escena de boudoir amb una dama jove de cànon allarga, que situada al costat del seu tocador, s'ajusta al cosset del seu blanc vestit de llarga cua que porta per títol En la toilette (c. 1890). Aquesta obra que es caracteritza per tenir una tècnica més laminada del que és habitual en l'obra de Miralles, és un quadre on destaca per damunt de tot el preciosisme, el refinament, i el minuciós de la factura que són característics dels tableautins de l'època.
Aquests retrats tant de dones conegudes, com de dones desconegudes, que pertanyen concretament a la seva època parisenca central, és a dir, aquella en la qual el "realisme" que sosté estèticament la seva obra al llarg de tota la seva vida activa, cal dir que encara Miralles no s'havia contaminat d'aquell elegant peculiar amanerament de cànon allargassar que caracteritzarà la seva pintura de maduresa, aquestes són obres de gran bellesa en les que trobem un magnífic tractament de la pintura, i de la llum i l'atmosfera típica del París de l'època. En aquests i altres quadres, Miralles es revela com un consumat retratista, capaç de captar l'esperit i el temperament de la seva model en el llenç, uns quadres on veiem com l'artista ha deixat endarrere la factura pastosa i densa dels seus inicis a l'ombra del Realisme de Marti i Alsina, mostrant ara ja una pinzellada suau i vibrant, només insistida en els rostres i carnacions per a donar-los major versemblança.
Abans de la seva tornada a Barcelona, i per tant, encara durant la seva estada a París, cal apuntar que Miralles no només va retratar dones franceses d'aquesta alta societat, sinó que també va realitzar tot un seguit d'obres on trobem el tema de la valenciana, i el tema de la manola, és a dir, mozo (sic) o moza (sic) del poble de Madrid que es distingia per la seva vestimenta i el seu caràcter desimbolt, com veiem en Manola (1878). Miralles, que va pintar aquesta tauleta posant per a ella la seva germana Carmen, que per llavors només tenia 15 anys, ens mostra aquí una figura de cos sencer de peu davant un paisatge d'horitzó baix i ampli celatge, amb peineta (sic) de les anomenades de "mitja tela", mantilla negra i vestit de ras amb encaixos. La gallardia de la postura amb els braços en gerra, i penjat d'un d'ells, un cistell de flors, manifesta clarament la intenció de tipisme goyesc per part de l'artista. Hi ha una altra versió d'aquest personatge popular que el pintor valencià va pintar en aquest mateix any: Manola (1878). Altres obres directament relacionades amb aquestes, pel que fa a la manera en què l'artista intenta infondre aquest caràcter goyesc a aquests esplèndids retrats femenins, són La Mantilla blanca (1980) i Jove amb capota (1880), dues obres en les quals trobem una factura esbossada amb gran soltesa, i en les que sembla evidents aquestes connotacions de l'obra pictòrica del pintor de Fuendetodos.

## El retrat femení de Miralles entre els anys 1893 - 1901

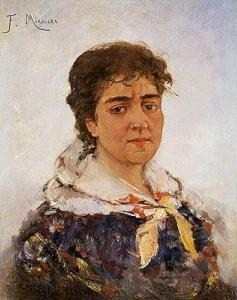
Retrat de la pintora Visitació Ubach (1894)

Pel que fa als retrats femenins realitzats per Francesc Miralles i Galaup a l'última dècada del segle xx a la ciutat de Barcelona, és a dir, aquells que va elaborar posteriorment de la seva estada de més de 30 anys a la capital Francesa, un dels primers va ser el bust amb mocador d'aldeana que li va fer a la pintora María de la Visitació Ubach de Osés: Retrat de la pintora Visitació Ubach (1894). En aquest quadre on representa aquesta deixebla seva que es va especialitzar en quadres de flors i altres temes afins al seu mestre, es troba actualment a la Col. D.ª Mercedes Guerin, Vda. de Osés.

A Barcelona la seva producció pictòrica se centrarà bàsicament en la plasmació dels bustos, mitjos cossos i cossos sencers de múltiples senyores i dames de la societat barcelonina d'aquell moment seguint un criteri bastant realista, i disposant-les en el quadre d'una manera estudiada i equilibrada. Dins d'aquestes obres que plasmen aquestes dones més importants de la societat de la Barcelona de la dècada dels anys 90, cal destacar especialment el quadre titulat En el passeig de gràcia (c. 1893) on l'artista fa un retrat col·lectiu mostrant una visió de la dona a través de dues classes socials diferents: la dama pertanyent a l'alta societat que apareix aquí representada de peu amb un vestit negre de seda i vellut, tocada amb un barret que adornen plomes i cintes blanques i negres, i per altra banda, dues humils dones floristes envoltades de multitud de testos de flors, que representen aquestes dones no tan elegants, i socialment i econòmicament tan poderoses. També va plasmar als seus quadres tota una sèrie de fèmines que formaven part de les famílies més benaurades de la ciutat comtal com era Josefina Julià, filla dels marquesos de Julià, que va posar algunes vegades per a Miralles i que, a part d'obres pròpies realitzades sobre la pauta de temes del seu mestre, va executar còpies d'altres d'aquest. Durant aquells últims anys a Barcelona, la seva activitat pictòrica no va decréixer, fins al punt, que es va veure fatigat a causa dels nombrosos encàrrecs que tenia, una fatiga que el va portar a repetir temes o por menors aïllats en nombroses obres, i en aquesta repetició de temes Miralles tornarà a retratar alguns dels membres de la seva família com són els retrats de Carmen Miralles de Andreu (c. 1895-1897) i Asunción de Ferrer i Galaup (c. 1896) 

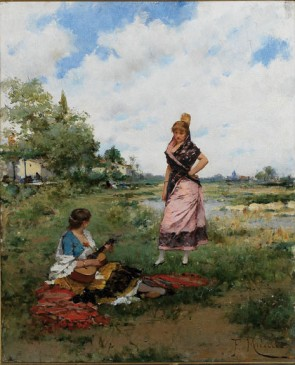
La Guitarrista (1890)

 En aquestes obres percebem una evolució en la tècnica pictòrica respecte a les que havia fet anteriorment en les dues anteriors etapes sobre aquestes mateixes figures femenines. Altra tipologia de retrats femenins que repetirà seran els que realitzà de dones situades en la platja o el mar o la pradera, o el tema de la música, dels instruments musicals com veiem en La Guitarrista (1890). Aquí a diferència d'un altre obra sobre aquest mateix tema realitzat a París, Tocant la bandúrria (c. 1880), trasllada la figura de la dona a un camp, i no a un interior com en aquesta última. Però a Barcelona, Miralles no només repetirà temes, ja que, en els seus últims anys de vida, ens sorprendrà encara amb la introducció en el seu enorme ventall de retrats femenins d'una nova tipologia, plasmant la dona del camp, és a dir, la dona grangera, veremadora, pagesa...treballant al seu medi i representada amb les vestimentes i eines típiques d'aquest ofici tan dur. Els principals exemples d'aquesta temàtica de la dona treballant al camp són la Jove grangera (c. 1897-1898), on apareix una jove pagesa donant de menjar a les aus del corral que picotegen en el terra; o la Veremadora (c. 1897-1898). En aquesta última el pintor valencià representa una veremadora amb mocador al cap i inclinada cap a la "portadora" on va dipositant els raïms, en el moment que fa un alt en la seva tasca per mirar al davant, en actitud de posar pel pintor. Al fons, després d'un paisatge de vinyes, amb altres dues figures molt esbossades, veiem un castell, en dues de les torres del qual flamegen dues banderes. Aquesta pintura és molt similar altre que va realitzar en aquests mateixos anys, i que porta el títol de Zenobia (c. 1897-1898).
En definitiva, Francesc Miralles i Galaup va realitzar dins del gènere del retrat femení infinitats d'obres pictòriques on caracteritzava fonamentalment el temperament del biografiat, i on mostrava la constant atracció que va sentir per la figura de la dona, i de manera decidida per la coqueta elegància d'aquesta. Miralles tot ho idealitzava amb el seu pinzell, pintava a dones quasi lletges, i les feia boniques, ja que, per a ell quan una dona era elegant, mai podia resultar lletja del tot. Les pintures de Miralles sempre van donar una visió estilitzada i elegant de la realitat, tot i quan reflectien aspectes més o menys populars, i tot aquest conjunt de retrats que va plasmar a través de la seva paleta no són menys.